# Miami Springs
Miami Springs é uma cidade localizada no estado americano da Flórida, no condado de Miami-Dade. Foi incorporada em 1926.

## Geografia
De acordo com o United States Census Bureau, a cidade tem uma área de 7,7 km², onde 7,4 km² estão cobertos por terra e 0,3 km² por água.

### Localidades na vizinhança
O diagrama seguinte representa as localidades num raio de 8 km ao redor de Miami Springs.

## Demografia
Segundo o censo nacional de 2010, a sua população é de 13 809 habitantes e sua densidade populacional é de 1 851,28 hab/km². Possui 5 361 residências, que resulta em uma densidade de 718,71 residências/km².